# 满洲自动车制造
满洲自动车制造株式会社（简称满自）是满洲国的从事汽车制造的国策会社。它成立于1939年5月，总部最初位于新京，1943年迁至奉天。1945年，满洲国在苏军的进攻下灭亡，满自在满洲国随之结业。

## 概况
满自成立于1939年5月11日，是满洲重工业开发株式会社的子公司。总部设在新京。满自创设时在安东市兴建了工厂。:54,58
由于自身生产能力不足，满自在1942年收购了同和自动车工业，并在1943年将总部迁至原同和的总部奉天市。:60，61
1945年8月，日本战败，满洲国灭亡。1945年8月时，原满自工厂仍然在苏军管理下生产了一些车辆。1945年10月，苏联接收原满洲重工业开发下属的所有企业，满自的设备也被苏军彻底拆除并运回苏联。1946年12月，满自在日本的分支机构被指定为闭锁机关，1950年12月，满自在日本的所有分支机构关闭。:66-68